# 辻森樹
辻森 樹（つじもり たつき、1972年 - ）は、日本の地質学者。東北大学教授。専門は変成岩岩石学・野外地質学。博士（理学）（1999年・金沢大学）。

## 略歴
石川県江沼郡山中町（現在の加賀市山中温泉地区）生まれ。石川県立大聖寺高等学校､島根大学理学部地質学科卒業、金沢大学大学院理学研究科修士課程、同大学院自然科学研究科博士課程修了。1999年、金沢大学より博士（理学）の学位を取得。学位論文の題は 「Petrology of Paleozoic high-pressure metamorphic rocks in southwestern Japan: petrologic and geochronologic constraints for Paleozoic subduction tectonics (西南日本の古生代高圧変成岩: 古生代沈み込みテクトニクスの岩石学的・地球年代学的解明)」。  
日本学術振興会特別研究員､岡山理科大学博士研究員、スタンフォード大学博士研究員、岡山大学地球物質科学研究センター助教・准教授、東北大学東北アジア研究センター教授などを歴任し、現在、東北大学大学院理学研究科地学専攻地圏進化学講座（東北大学理学部地圏環境科学科）教授。

## 受賞
- 1999年　日本地質学会 研究奨励賞（第167号）
- 2006年　日本岩石鉱物鉱床学会 研究奨励賞（第47回）
- 2006年　日本地質学会 柵山雅則賞（第1号）
- 2013年　アメリカ鉱物学会 フェロー
- 2014年　アメリカ地質学会 フェロー
- 2022年　日本鉱物科学会 日本鉱物科学会賞（第25回）

## 著書

### 分担執筆
- 日本地質学会編 『日本地方地質誌4 中部地方』 朝倉書店、2006年、ISBN 978-4254167849。
- 日本地質学会編 『日本地方地質誌6 中国地方』 朝倉書店、2009年、ISBN 978-4-254-16786-3。

### 監修
- 「一家に1枚」シリーズ『一家に1枚 日本列島7億年』 文部科学省、2019年。
- 『地球史マップ　誕生・進化・流転の全記録』 日経ナショナル ジオグラフィック、2024年、ISBN 978-4863135932。